# Meiersberg (Wilhermsdorf)
Meiersberg ist ein Gemeindeteil des Marktes Wilhermsdorf im Landkreis Fürth (Mittelfranken, Bayern). Meiersberg liegt in der Gemarkung Dippoldsberg.

## Geografie
Das Dorf ist von Feldern umgeben: Im Osten Gereutfeld, im Südosten Klingenfeld und im Nordosten Eselsbuck. Die Kreisstraße FÜ 18 führt nach Dürrnfarrnbach (1,2 km südöstlich) bzw. nach Wilhermsdorf zur Staatsstraße 2252 (1,6 km nördlich). Die FÜ 10 führt nach Altkatterbach (2 km südwestlich). Eine Gemeindeverbindungsstraße führt zur FÜ 9 bei Kreben (2 km südlich).

## Geschichte
Der Ort wurde 1225 als „Meirsperg“ erstmals urkundlich erwähnt. Das Kloster Heilsbronn erwarb dort insgesamt acht Anwesen. Im Dreißigjährigen Krieg blieb nur eines der Anwesen bewohnt.
Gegen Ende des 18. Jahrhunderts gab es in Meiersberg zwölf Anwesen. Das Hochgericht übte das brandenburg-bayreuthische Stadtvogteiamt Markt Erlbach aus. Die Dorf- und Gemeindeherrschaft hatte das brandenburg-bayreuthische Kastenamt Neuhof. Grundherren waren das Kastenamt Neuhof (2 Höfe, 2 Halbhöfe, 1 Schmiede, 2 Güter, 1 Gütlein) und das Landesalmosenamt der Reichsstadt Nürnberg (2 Güter, 2 Häuslein).
1810 kam Meiersberg an das neue Königreich Bayern. Im Rahmen des Gemeindeedikts wurde es dem 1811 gebildeten Steuerdistrikt Hirschneuses zugeordnet. 1813 entstand die Ruralgemeinde Meiersberg, zu dem Dippoldsberg und Oberndorf gehörten. Mit dem Zweiten Gemeindeedikt (1818) wurden die Ruralgemeinden Dippoldsberg und Meiersberg gebildet, Oberndorf kam zur Ruralgemeinde Kreben. Die Ruralgemeinde Meiersberg war in Verwaltung und Gerichtsbarkeit dem Landgericht Markt Erlbach und in der Finanzverwaltung dem Rentamt Ipsheim zugeordnet. Am 9. November 1824 wurde schließlich Meiersberg in die Ruralgemeinde Dippoldsberg integriert.
Im Zuge der Gebietsreform in Bayern wurde Meiersberg als Teil der Gemeinde Dippoldsberg am 1. Januar 1971 nach Wilhermsdorf eingegliedert.

### Ehemaliges Baudenkmal
- Zu Haus Nr. 1 gehörige Fachwerkscheune des 17./18. Jahrhunderts. An der Giebelseite K-Streben. Gefährdet.[12]

### Einwohnerentwicklung
| Jahr      | 001818 | 001840 | 001861 | 001871 | 001885 | 001900 | 001925 | 001950 | 001961 | 001970 | 001987 | 002018 | 002022 |
| Einwohner | 107    | 115    | 113    | 125    | 139    | 133    | 150    | 206    | 130    | 147    | 69     | 186    | 199    |
| Häuser    | 19     | 18     |        |        | 30     | 31     | 27     | 28     | 28     |        | 16     |        |        |
| Quelle    | [ 14 ] | [ 15 ] | [ 16 ] | [ 17 ] | [ 18 ] | [ 19 ] | [ 20 ] | [ 21 ] | [ 22 ] | [ 23 ] | [ 24 ] | [ 25 ] | [ 1 ]  |

## Religion
Der Ort ist seit der Reformation evangelisch-lutherisch geprägt und bis heute nach St. Peter und Paul (Kirchfarrnbach) gepfarrt. Die Einwohner römisch-katholischer Konfession sind nach St. Michael (Wilhermsdorf) gepfarrt.